# إمارات الساحل المتصالح
امارات الساحل المتصالح أو الساحل المُهادن أو ساحل عمان وكانت تُعرف قبل ذلك عند الإنجليز بساحل القرصان (بالإنجليزية: Pirate Coast). هو الاسم الذي أطلقته الحكومة البريطانية على مجموعة من الاتحادات القبلية في جنوب شرق شبه الجزيرة العربية التي وقع قادتها معاهدات حماية أو هدنات مع المملكة المتحدة بين عامي 1820 و1892.
ظلت الإمارات المتصالحة محمية بريطانية غير رسمية حتى أُلغيت المعاهدات في 1 ديسمبر 1971. وفي اليوم التالي شكلت ست مشيخات وهي دبي وأبو ظبي والشارقة وعجمان وأم القيوين والفجيرة دولة الإمارات العربية المتحدة، في حين انضمت الإمارة السابعة (إمارة رأس الخيمة) إلى الاتحاد في 10 فبراير 1972.

## نبذة
شملت المشيخات قديما كل من:
- أبو ظبي (1820–1971)
- عجمان (1820–1971)
- دبي (1833–1971)
- الفجيرة (1952–1971)
- كلباء (1936-1951)
- رأس الخيمة (1820–1972)
- الشارقة (1820–1971)
- أم القيوين (1820–1971)

أقامت المشيخات تحالفات دائمة مع المملكة المتحدة من خلال سلسلة من المعاهدات، بدأت هذه الاتفاقيات بالمعاهدة البحرية العامة عام 1820، ثم تطورت إلى الهدنة البحرية الدائمة عام 1853، حتى دخلت في عام 1892 في "اتفاقيات حصرية" مع البريطانيين (بعد البحرين في عام 1880)، مما جعل المشيخات تحت الحماية البريطانية. لم يرقى هذا الأمر إلى مستوى الحماية الرسمية، لكنه ألزم بريطانيا بالدفاع عن المشيخات من التهديدات الخارجية مقابل الحقوق البريطانية الحصرية داخل أراضيها.
بدا أن المشيختين الحمرية والحيرة على وشك الحصول على وضع هدنة في فترات زمنية مختلفة، مما يدل على استقلالهما عن الشارقة المجاورة، ومع ذلك لم توقع أي منهما معاهدات مع البريطانيين. حصلت كلباء على وضع الهدنة في عام 1936 بسبب اختيارها كموقع هبوط احتياطي لرحلات الخطوط الجوية الإمبراطورية المتجهة إلى الشارقة، وأعيد دمجها في الشارقة في عام 1951 بعد وفاة حاكمها.
كانت آخر مشيخة حصلت على الاعتراف هي مشيخة الفجيرة، التي أصبحت دولة متصالحة في عام 1952 بعد تعرض الحكومة البريطانية لضغوط من شركة PCL (شركة امتيازات النفط المحدودة) لمنحها هذا الوضع حتى تتمكن الشركة من الحصول على حرية التنقيب عن النفط على طول الساحل الشرقي بأكمله.
في عام 1952، أنشأ مجلس الإمارات المتصالحة لتشجيع التعاون بين الحكام السبعة، خلال هذا الوقت، كانت الروبية الهندية بمثابة العملة الفعلية ليس فقط في الإمارات المتصالحة ولكن أيضًا في دول الخليج العربي الأخرى بما في ذلك قطر والبحرين والكويت وعمان حتى عام 1959 عندما تم طرح الروبية الخليجية، وظلت الروبية الخليجية متداولة حتى أنشأت دول الخليج عملاتها الخاصة بعد الانخفاض الكبير في قيمة الروبية.

## اتهامات بالقرصنة (1797 ـ 1806)
أتاحت هزيمة السلطان تيبو البريطانيين أن يحتلوا ميسور ويقضوا على النشاط التجاري لذلك المنافس الخطير. وبموته في سنة 1799م انتهى كل ما راوده من آمال في تنمية علاقته مع الحاكم الفرنسي لجزيرة ريونيون في المحيط الهندي وأُقفلت وكالة ميسور في مسقط وكان القصد منها أن تنمّي التجارة بين البلدين. وطبيعي أن إمام مسقط سلطان بن أحمد بن سعيد لم ينل رضى البريطانيين بتعامله مع السلطان تيبو، ورأى البريطانيون تهديداً مستمراً في التجارة المستمرة بين مسقط والهولنديين والفرنسيين الذين كانوا في حرب مع بريطانيا في ذلك الوقت، فعندما تخلّص البريطانيون من السلطان تيبو طلبوا من الإمام أن يمنع السفن الفرنسية والهولندية من التجارة مع مسقط بيعاً لها أو شراء منها.
اتخذ البريطانيون خطوتين في هذا الصدد كي يحملوا إمام مسقط على الإذعان لمطالبهم، فأرسلوا سفناً بريطانية تتجول في الخليج إبرازاً للعلم البريطاني فيه. وخوّلت حكومة بومباي سلطات كاملة لمهدي علي خان مقيم شركة الهند الشرقية في بوشهر وبعثوه إلى مسقط في سبتمبر سنة 1799م.
ونجح بعد وصوله بقليل في إنجاز اتفاق بين الشركة والإمام سلطان بن أحمد، وبموجبه أقيمت وكالة للشركة في مسقط، ووافق الإمام سلطان على طرد الفرنسيين وغيرهم من الأوربيين جميعاً في مسقط، ذهب إلى إيران وقابل الشاه، ونجح في إقناعه أيضاً بأن لا يصدر أوامره إلى جميع الموانئ الفارسية بأن تقبض على جميع الفرنسيين أينما وجدوا في البحر أو البر.

## البريطانيون وأسطول القواسم التجاري
بعد أن ضمن البريطانيون تعاون الفرس والعمانيين معهم[بحاجة لمصدر]، وجّهوا انتباههم إلى منافس أكثر دأباً وهم القواسم الذين كانوا يمارسون تجارة نشطة رابحة في البحر.[بحاجة لمصدر] كان أسطول القواسم عندئذ يتكوّن من 63 سفينة كبيرة و669 سفينة صغيرة بقوة عاملة تبلغ 18760 رجلاً.[بحاجة لمصدر]
كان القواسم يرون أن التجارة هي مصدر العيش الوحيد تقريباً في بلادهم القاحلة، وكانت للتجارة مع الموانئ الهندية على وجه الخصوص أهمية عُظمى لدى القواسم، فمنها يحصلون على أهم نوعين من البضاعة لهم، وهما الطعام لأنفسهم، والخشب لسفنهم.[بحاجة لمصدر] ورأى القواسم في البريطانيين منافساً خطيراً لهم يستطيع أن يحرمهم من مصدر رزقهم.[بحاجة لمصدر]
وكانت المنافسة الأجنبية على التجارة في الخليج قد أصبحت أحد معالم الحياة هناك منذ وقت طويل،[بحاجة لمصدر] واعتماد سكان المنطقة على التعايش مع تلك المنافسة.[بحاجة لمصدر] لكن بدا أن البريطانيين قد أدخلوا عليها عنصراً جديداً، لقد كان طلبهم فيما بعد أن تحصل كل السفن التي تتاجر في الخليج على جوازات مرور من بريطانيا، يعني أنهم اعتبروا أنفسهم سادة على مياه الخليج، ورأوا أن التجارة هناك إنما تتم لصالحهم،[بحاجة لمصدر] وأن لا حقّ لغيرهم أن يتاجر في الخليج دون رضاهم بل رأى البريطانيون أنّ السفن الفرنسية التي تحاول الاقتراب من الخليج كانت مسلحة لمهاجمة العدو بتفويض من حكومتها.[بحاجة لمصدر] أما العرب فهم «قراصنة» لا تعمل سفنهم إلّا بالقرصنة، ولم تفعل أكثر من الطفو على سطح مياه الخليج.

## نشاط القواسم التجارية في مياه الخليج
بسبب نشاطات القواسم التجارية الواسعة في الخليج العربي وخارجه كانوا هدفاً رئيساً لمثل هذه الاتهامات الباطلة بالقرصنة.[بحاجة لمصدر] وكل سوء حظ أصاب السفن البريطانية في مياه الخليج،[بحاجة لمصدر] وأحياناً خارجه، كان يُعزى لـ «قراصنة» القواسم.[بحاجة لمصدر] وكانت كل حادثة تعتبر بيقين حتمي نتيجة لاعتداء «قرصنة» القواسم، حتى ولو لم يكن مما يرد على الذهن بحال أن للقواسم يداً في تلك الحادثة. كانت الشائعات تؤخذ على أنها حقائق مسلّمة،[بحاجة لمصدر] وتضاف إليها…….المحفوفة بالشك والريبة،[بحاجة لمصدر] ثم تقدم على أنها تقارير قدمها المندوبون البريطانيون الذين حاولوا تقصّي كل حادثة والبرهنة على أنها من عمل «قراصنة» القواسم الأشرار.[بحاجة لمصدر] وكلما تعذّر تعيين الفاعل الحقيقي جاء التقرير بأن القواسم هم المسؤولون عن الحادث دون أدنى شك.[بحاجة لمصدر] وكلما أراد المندوبون أو المقيمون أن يبرروا عملاً أو يدافعون عن سياسة أو سلوك نحو حادثة، كانوا يجدون في القواسم ضحية سهلة ويُلقون باللوم جزافاً عليهم. لقد كانت كل تلك الاتهامات جزءاً من سياسة متعمّدة يمكن وصفها بأنها «الأكذوبة الكبرى».[بحاجة لمصدر]

## قراصنة القواسم
بدأت شركة الهند الشرقية تنفيذ تلك السياسة، وبدأت صيحات الاستغاثة الكاذبة،[بحاجة لمصدر] وردد المندوبون والمقيمون التابعون لها في الخليج تلك الصيحات بهمة ونشاط، وسارعوا في تثبيت «الأكذوبة الكبرى» ليجدوا مبرراً لاستخدام قواتهم البحرية وسفنهم الحربية «لحماية» تجارتهم. وسنرى فيما يلي أن جميع الأحداث التي نسبوها للقواسم على أنها أعمال «قرصنة» يمكن إثبات أن القواسم لم يكن لهم دخل فيها، أو إذا كان لهم دخل، فهم إنما كانوا يدافعون عن أنفسهم ضد القرصنة البريطانية.[بحاجة لمصدر]
وأول حادثة وصفت بأنها «قرصنة» من القواسم رواها لوريمر فقال أن القواسم استولوا على سفينة تابعة لشركة الهند الشرقية سنة 1778م، لكن لم يوفي الادّعاء حقه قال أنهم باعوا طاقم السفينة وجميع ركابها عبيداً أرقّاء. لكن تبيّن من المراسلات التي جرت بين «جون بومونت» John Beaumont المقيم البريطاني في بوشهر عندئذ وبين الشيخ راشد حاكم جلفار (رأس الخيمة) التي كانت قاعدة للقواسم أنه وإن كان صحيحاً أن القواسم استولوا على السفينة إلّا أن الظروف برّرت عملهم هذا.[بحاجة لمصدر]
وقد شرح الشيخ راشد ما حدث فقال: «إن أسطوله عندما التقى مصادفة بالسفينة المأخوذة رفعت علم إمام مسقط الذي كنّا في حرب معه فهاجمناها، وحينما صعدنا إلى ظهرها وصارت في حوزتنا إلى حد ما أنزل طاقمها علم الإمام ورفعوا العلم الإنجليزي». إذن فقد استولى القواسم على سفينة ترفع علم عدو لهم كانوا في حالة حرب معه. وقد تحدثت مراسلات «بومونت» عن دفع أموال للشيخ راشد لإخلاء سبيل السفينة، لكنا لا ندري إن كان قد أخلى سبيلها أم لا.[بحاجة لمصدر]
ومن المؤكد أنه لم يرد ذكر بيع ركاب السفينة وطاقمها عبيداً، ويبدو أن هذا لم يكن سوى ضرب من خيال لوريمر بعد مرور 128 سنة على حادثة السفينة.
و التهمة نفسها يردّدها «كيلي» ولكن مع فارق، حيث ذكر أنه حدث في ديسمبر سنة 1778م أن سفينة كبيرة تحمل رسائل الشركة اشتبكت في معركة متواصلة لمدة ثلاثة أيام مع ستة مراكب من جلفار (رأس الخيمة) قبل أن يتم الاستيلاء عليها وتحتجز حتى تدفع 4000 روبية، فدية لإطلاق سراحها، الا أن «كيلى» عدل عن فكرة ترديد التهمة الباطلة ببيع ركاب السفينة وطاقمها عبيداً، لكنه أضاف إشاعة أخرى، مؤملاً بلا شك أن يساعد تراكم الاتهامات على إثبات صحة إحداها على الأقل، فقال: «في يناير سنة 1779م بينما كانت السفينة ساكسيس Success تسير في طريقها من البصرة إلى مسقط هاجمها ما بين ثمانية وعشرة من مراكب خشبية لكنها صدتها جميعاً، وبعد ذلك بشهر صدت السفينة اسستانس سنو Assistance Snow هجوماً للقواسم عليها وهي تسير في الخليج».
وضع «جون بومونت» المقيم البريطاني في بوشهر الحادثة كلها في وضع السِلْم، حين ذكر في تقريره لمجلس الشركة أنه في نوفمبر سنة 1778م قبض القواسم على بعض المراكب الصغيرة التابعة بوشهر لأنهم اعتقدوا أن حمولتها كانت مُلكاً لمسقط. وبعد ذلك أبحر الشيخ خلفان والي مسقط المشهور لمدة طويلة، إلى جلفار (رأس الخيمة) وأنهى المسألة بسلام، مع أن إمام مسقط والشيخ راشد في جلفار (رأس الخيمة) كانا في حرب منذ وقت سابق. كذلك أورد «جون بومونت» الإشاعة التي تقول أن ما بين ثماني وعشر سفن من أسطول جلفار (رأس الخيمة) هاجمت السفينة (ساكسيسي) وأن (ساكسيسي) صدت ذلك الهجوم. وجاء في إشاعة أخرى أن اثنتين من سفن جلفار (رأس الخيمة) هاجمنَ السفينة «اسستانس» لكن الهجوم اندحر بعد اشتباك دام 25 دقيقة. وفي كلتا الحالتين لم يمكن التحقق من هوية المعتدي بأي درجة من اليقين.
وهكذ، فما بدأ إشاعة عن هجوم قامت به جهات لم تعرف هويتها جاء ذكره بعد ذلك على أنه أعمال «قراصنة» قام بها القواسم، ثم بولغ فيها فقيل إنها أعمال استرقاق للرعايا البريطانيين. ولعل الشهادة التي تبرّئ القواسم على الأقل فيما يتصل بهذه الحادثة، هي شهادة «فرانسيس وأردن» [بحاجة لمصدر]السكرتير الرئيسي للحكومة الذي قال بوضوح: «حتى سنة 1796م لم أستطع أن أستقصي حالة اعتداء واحدة قام بها القواسم ضد السفن التي تحمل العلم البريطاني» [بحاجة لمصدر]، بل إن موقف القواسم يتضح بجلاء من حادثة وقعت سنة 1782م،[بحاجة لمصدر] فقد صادرت السلطات العثمانية في البصرة كمية من البنّ كان القواسم قد أفرغوها هناك بحجة أن القواسم استولوا على سفينة تابعة بوشهر،[بحاجة لمصدر] وبعد ذلك وصل ابن الشيخ راشد حاكم جلفار (رأس الخيمة) إلى البصرة ومعه عدة سفن مسلّحة،[بحاجة لمصدر] وطالب بتسليم البن، وهدّد بأنه سيستولى على سفينة كبيرة تحمل بضائع تابعة لتجار البصرة إذا لم يتم تسليم البن.[بحاجة لمصدر]
ومن ناحية أخرى أقرّ بأن والده اتفق مع السلطات العثمانية على أن يكون مسؤولاً عن التعويض عن أية ممتلكات للبصرة قد يستولى عليها أي أناس في الطرف الجنوبي للخليج.[بحاجة لمصدر] ولهذا وعد بأنه إذا تم تسليم البن فإن كل البضائع التي أخذت من سفينة بوشهر سترجعها المجموعة التي استولت عليها.[بحاجة لمصدر] وازداد خوف الحاكم العثماني للبصرة من تهديد القواسم حين رأى أن معظم السفن التي كانت بالميناء وهي من أجزاء مختلفة من الخليج، كانت تؤيد القواسم.[بحاجة لمصدر]
ولهذا دعا الحاكم ابن الشيخ راشد بحفاوة إلى أن ينزل إلى البصرة وساعد السيد «وليام ديكر William Digger» المقيم البريطاني في البصرة على حل المشكلة بسلام. فهذا ليس تصرف قوم يرون أنفسهم قراصنة، أو ينظر إليهم غيرهم على أنهم قراصنة. لقد كان القواسم يقيناً تجاراً جديرين بالثقة تحترمهم القوى المختلفة بالخليج.[بحاجة لمصدر]
لم يكن البريطانيون هم الطرف الوحيد الذي يسعى حثيثاً لتنفيذ خططه للسيطرة على الخليج وتجارته.[بحاجة لمصدر] لقد كان السيد سلطان بن أحمد إمام مسقط أيضاً يراوده مثل هذا الطموح،[بحاجة لمصدر] وإن كان نجاحه أقل لقلة ما لديه من سفن مسلحة وقوة بشرية. ولا بد أنه بالغ مبالغة شديدة في تقدير قوته، لأنه في سنة 1797م عندما كان في حرب مع القواسم أبحر شمالاً بأسطوله ليهاجم البصرة، فلما تبيّن له أنه لا يستطيع أن يشن حرباً على جبهتين، أجرى مفاوضات سلام مع القواسم.[بحاجة لمصدر]
ولما لم يستطع أن يحرز تقدماً في هجومه على البصرة سارع بكل سرورو إلى قبول وساطة المقيم البريطاني في البصرة والشيخ صقر كبير القواسم.
ولكن بعد أن عاد الإمام في سلام مع العثمانيين، أبحر بأسطول كبير سنة 1799م ليهاجم البحرين ويتمكّن من الاستيلاء على ثلاث سفن تابعه لها.[بحاجة لمصدر]

## حادثتا السفينتين «بسين Bassein» و«فايبر Viper»
وأثناء الحرب بين القواسم وإمام مسقط، وقعت حادثتان سنة 1797م رواهما «لوريمر» على أنهما من أعمال القرصنة الشنيعة.
وردد «كيلي» هذا الاتهام كأنه أمر لا يرقى إليه الشك فقال:[بحاجة لمصدر] «في يوم 18 مايو سنة 1797م بينما كانت السفينة (بسين سنو)» تحمل رسائل للشركة، هاجمها 22 مركباً من نوع السفن الخشبية،[بحاجة لمصدر] خارج جزيرة قيس في الخليج العربي وأخذوها إلى جلفار (رأس الخيمة)، ثم أُطلق سراحها بعد ذلك بعدة أيام.
وفي أكتوبر من السنة نفسه، كان طراد الشركة «فايبر Viper» راسياً في ميناء أبو شهر، فهاجمته فجأة بعض المراكب الخشيبة التابعة للقواسم، فيما بدا أنه محاولة للاستيلاء على ما في مستودع الطراد من بارود وقنابل.[بحاجة لمصدر]
وحيث أن قائد الطراد وكثيرين من أفراد طاقمه كانوا على الشاطئ، بدا وكأن الأمل في رد هجوم القواسم. لكن الذين بقوا على ظهر الطراد أحبطوا،[بحاجة لمصدر] بسرعة بديهتهم/ محاولات القراصنة للصعود على ظهر الكراد، عندما قطعوا حبال الإرساء وانطلقوا في البحر، وعندما وصل إلى مسافة كافية، صدوا المراكب الخشيبة بعدة طلقات سددت من مدافع الطراد الجانبية.[بحاجة لمصدر]
ذكر لوريمر في دعواه أن السفينة «بسين سنو Bassein snow » جرت مهاجمتها والاستيلاء عليها خارج الرمس واحتجزت في جلفار (رأس الخيمة) لمدة يومين فقط، وذلك في مقابل ادعاء «كيلي» أن ذلك كان (لعدة) أيام، كذلك فإن مبالغة (كيلي) رفعت عدد المراكب التي هاجمت السفينة إلى 22 مركباً.
كل ذلك كان افتراء من «كيلي» و«لوريمر» وكانت الحقيقة فيما يلي، فقد كتب قائد السفينة «بسين» إلى «صموئيل مانستي Samuel Manesty» المقيم البريطاني بالبصرة يشرح له تفاصيل ظروف احتجار السفينة، فقال: أنه عندما التقى، وهو في السفينة «بسين» قرب جزيرة قشم أسطول الشيخ عبد الله بن راشد القاسمي، أخي الشيخ صقر ومعه في القيادة الشيخ مطر بن رحمة القاسمي، ابن عم الشيخ صقر بن راشد القاسمي، أبحرت بعض المراكب الخشبية التابعة للأسطول القواسم نحو السفينة بقصد سيئ، وعندما اقتربوا من السفينة نادى عليهم وعرفهم بعبارات ودية أن «بسين سنو» سفينة تابعة للأمة البريطانية، وأن قائد المراكب الخشبية رفض الاستجابة لهذا النداء والاعتناء اللازم به، فجعل 250 شخصاً، كانوا على مراكبه، يصعدون إلى ظهر السفينة «بسين» ويستولون عليها، وأن الشيخ عبد الله عندما علم بالاستيلاء على «السفينة بسين» صعد إلى ظهرها، وأمر رجاله أن يغادروها، وحمل قائدها معه إلى البر بالقرب من قشم، ثم حمله إلى مركبه الخاص، وقام الشيخ عبد الله بإصلاح السفينة «بسين سنو» مسموح لها بمواصلة رحلتها إلى البصرة دون المزيد من التأخير.[بحاجة لمصدر]
صحيح أنه لم ينشأ أي ضرر يذكر عن احنجاز الشيخ عبد الله للسفينة «بسين سنو» لكن تلك الواقعة أخّرت السفينة لمدة تزيد على 24 ساعة. وقد أرسل «مانستي» خطاباً إلى الشيخ صقر بن راشد القاسمي شيخ جلفار (رأس الخيمة) يحتج فيه على الواقعة، وأجاب الشيخ صقر على الاحتجاج في أكتوبر سنة 1797م فقال:
بعد التحية
تسلمت خطابكم الكريم الموقّر، وسرني ما أنتم فيه من صحة وهناء.
وبخصوص سفينتكم التي التقت منذ وقت قصير مراكبي التي كانت تسير بمحاذات الشاطئ الفارسي من الخليج، التي اشتبهتم أنها كانت تبغي الاستيلاء على سفينتكم، أود أن أعلن بإخلاص: «معاذ الله أن أفكر في الاستيلاء على سفينتكم»، لقد بقيت الأمة البريطانية وقبيلتي حتى اليوم أصدقاء شرفاء، ونحن نُكِنّ للبريطانيين من العواطف ما نُكِنّه لأنسفنا: وذلك أن تثق بتأكيداتي لك ويأمن سفنكم وهي تبحر في الخليج. ولسوف تجد سفنكم من سفني، كلما التقت بها، كل صداقة، وإذا احتاج الأمر ستجد كل مساعدة وخدمة.[بحاجة لمصدر]
أرجو أن تذكرني بمودة وثقة، وأن تعبّر لي عن كل رغباتك وأنت عل يقين بأنها ستلقى التنفيد التام.
لكنى أود أن أذكر، فيما يتعلق بموضوع احتجاز مراكبي لسفنكم قرب جزيرة قشم أننا في كل حروبنا لا نخشى إلا الله ونواجه أعداءنا في كل مكان. وعندما تلتقي مراكبي بسفن صديقة مثل سفنكم وسفن حلفائنا من العرب وسفن حكومة البصرة تبدي لها الصداقة والمودة، لكن عندما تلتقي بسفن أعدائي تهاجمها وتحطمها معتمدة على الله تعالى.
يتضح من هذا أن واقعة السفينة «بسين» لم تحدث إلا لسبب سوء فهم بسيط نتج عنه احتجاز القواسم للسفينة لمدة لا تزيد على 24 ساعة، وأن القائد القاسمي حاول أن يصلح الخطأ فور حدوثه قدر استطاعته، وأن رئيسه أعاد تأكيد نواياه السليمة.
لم يكن في الأمر قرصنة، ولم ترتكب أية جريمة، بل أن «مانستي» نفسه أكد في خطاب لمديريه في بومباي أن زعيم القواسم الكبير الشيخ صقر قد أصدر تعليماته لسفنه «في أقوى وأكرم عبارة» بأن تحترم سفن العلم البريطاني.[بحاجة لمصدر]
حادثة سفينة «فايبر Viper» 
والأمر كذلك في حادثة السفينة «فايبر Viper» التي يمكن بالتأكيد استبعاد القرصنة فيها، ولكن الظروف كما وصفها بعض ممن اشتركوا في الحادثة، توحي بقدر كبير من الخلط والالتباس. لقد كتب الكابتن «سميث» المقيم في بو شهر إلى «مانستي» بالبصرة يقول: في الرابع عشر من سبتمبر وصلت السفينة «فايبر Viper» إلى بوشهر، وفي صباح يوم وصولها جاء الكابتن «إدوارد ستيفنسون» إلى الشاطئ في قارب السفينة. وفي صباح اليوم التالي بينما كنا نتناول الإفطار انتبهنا إلى صوت إطلاق النار فخرجنا إلى الشرفة، فرأينا السفينة محاطة بأربعة مراكب خشبية ومعها مركب القيادة. كان الكابتن يريد آن يصعد إلى السفينة، فلم أوافق لتأكيدي من أن مسافةٌ تفصله عن السفينة. لم يكن شيخ بوشهر موجوداً هناك، وادعى أخوه القائم بالعمل أنه يستطيع أن يفعل الكثير، ولكنه في الواقع لم يفعل شيئاً. ولم أستطع أنا، بما قدمته من عروض، ولا بأية وسيلة أخرى، أن أرسل إلى السفينة قارباً يحمل إليها المؤن التي تحتاجها، وهكذا بقيت السفينة وحدها لتدافع عن نفسها.[بحاجة لمصدر]
كان رجال السفينة وضباطها يتناولون إفطارهم عندما فاجأهم أول مركب خشبي، فرفعوا مرساة السفينة فوراً وتحركوا بها. وفي نفس الوقت سارع طاقم السفينة إلى أسلحتهم، وللأسف أصيب السيد «كرثرز» كبير ضباط السفينة بطلقة في جسده، ورفض أن يترك موقعه حتى أردته طلفة أخرى قتيلاً، فاستمر السيد «سولتر» وهو متطوع صغير والضابط الوحيد الباقي في الاشتباك حتى انصرفت المراكب الخشبية عن السفينة. ثم صعد الكابتن إلى السفينة وأرسلت مرشدين لأعرف ما إذا كانت حالتها تستدعي إحضارها إلى الخور، لأن المراكب ما تزال راسية في المنطقة، فأحضرها الكابتن، إذ وجد ذخيرتها قد نفدت وقتل كبير ضباتها ومجند هندي وجرح أحد الأوربيين وأربعة من أهل المنطقة، وجيء بآخر محمولاً يعاني من إصابة مميتة. كانت المراكب الخشيبة قد وصلت إلى بوشهر قبل ستة أيام تقريباً من وصول «فايبر Viper» إليها، وكان يقودها «الشيخ صالح» ابن أخي الشيخ صقر شيخ عرب القواسم، الذي كان في حالة حرب مع سلطان مسقط، وكان القصد من خروجها هو التصدي للأسطول المسقطي المسمى بالصوري، الذي كان في البصرة عندئذ.
وفي يوم السابق لوسول «فايبر» سأل الشيخ صالح أحد خدمي إذا كان لدينا رصاص في الوكالة، فأجابه بالنفي، ونقل إلى خبر ذلك.[بحاجة لمصدر]
وفي مساء وصول «فايبر Viper» عبّر الشيخ صالح للوسيط عن رغبته في مقابلتي فوافقت. وبعد أن عبّر لي عن أقوى مشاعر الصداقة، أخبرني بأنه سيهاجم مراكب الصوري عند مغادرتها للبصرة، ورجاني أن أطلب من الكابتن «ستيفنسون» ألا يحميها إذا اقتربت من السفينة «فايبر» ابتغاء الحماية، كما طلب أيضاً ألا أرسل أنا ولا المقيم في البصرة بضائع على تلك المراكب. وإذا فعلنا ذلك فيجب أن نرسل شخصاً يخبره أن البضائع إنجليزية لتحظى بالأمان التام من النهب.
وبعد ذلك طلب مني عدداً من قذائف المدافع وقدراً من البارود من «فايبر» فاستصدرت أمراً من الكابتن «ستيفنسون» بتسليمه 40 قذيفة زنة ثلاثة أرطال، ولكن لا شيء من البارود.
ونجد في التقرير التالي من وسيط الشركة في مسقط شرحاً مغايراً لما كتبه الكابتن «سميث» المقيم في بوشهر، والذي شاهد الحادثة بنفسه فقد قال: «في ذلك اليوم وصلت رسائل من التجار في بوشهر تعلن أنه بعد أن رست إحدى سفن الشركة عند بوشهر، نزل الكابتن إلى الشاطئ وإثر ذلك وصلت خمسة مراكب خشبية تابعة لجلفار (رأس الخيمة) عليها 250 رجلاً بهدف مهاجمة السفينة. وحين رآهم كبير الضباط قطع قيد إبحار السفينة وحبل للإرساء واشتبك مع المراكب من الصباح إلى المساء، فقُتل عدد كبير من رجال المراكب، وقتل كبير ضباط «فايبر» ورجل آخر وجرح أربعة».[بحاجة لمصدر]

وعندما أرسل «مانستي» خطاباً إلى الشيخ صقر يطلب تفسيراً لأسباب تلك الواقعة، أجاب الشيخ صقر على هذا الخطاب في الثامن والعشرين من نوفمبر سنة 1779م قائلاً: 

بعد التحية
وصلني خطابكم الكريم الموقر، وسرني ما أنتم عليه من الصحة. لقد فهمت بوضوح ما عبرتم عنه وطبيعة الظروف المؤسفة التي شاء الله أن تقع، ممثلة في الموجهة التي جرت بين الشيخ صالح بن محمد وسفينتكم.
وقد زار صالح ـ كما ذكرتم عن حق ـ دار المقيم في أبوشهر وطلب امداده بالبارود وقذائف المدافع، لكن دون سوء قصد. وقد هوجمت سفينتكم أولاً بمركب تابع لعرب صحار، ومعه مراكب أخرى في صحبة صالح، أن اشتباك خسروا فيه كثيراً وفقدوا بهض رجالهم.
وأراد صالح أن يوقف القتال ويفصل بين المتحاربين، فاقترب بمركبه من سفينتكم وتلقى طلقات من قذائف المدافع ونيران البنادق. هذه هي الوقائع التي حدثت. ومعاذ الله أن يخالج صالح قريبنا سوء قصد نحو أصدقائنا. ومن الواضح أنه لو كان لديه سوء نية نحو سفينتكم لجاز اتهامه بسلوك غير لائق حين زيارته للوكالة. ولو اتهموه بذلك عن عدل وإنصاف لكان مذنباً.
لسنا في نزاع أبداً مع الإنجليز، فهم أصدقاؤنا، بينما عداؤنا هم أهل عمان، وكما وضحنا لكم، فإننا نُكِّن لكم من مشاعر الصداقة، ولن نصيبكم بضرر، ولا نود أن يصيبكم غيرنا بضرر، وسوف نقدم لكم كل ما في وسعنا من خير، لا أرى أذى على الإطلاق.
حين تسلمت خطابكم، بعثت بأوامر ومراكب لإحضار صالح أمامي. ونحن على استعداد للقيام بأية تسوية عادلة لائقة عن الحادثة التي وقعت، بل ما هو أهم منها، أن لكم عندنا وعند جميع عرب الخليج من حسن السمعة ما هو معروف مستفيض، ويجب أن تلقى رغباتكم ما ينبغي من التنفيذ، وإن شاء الله ستنمو صداقتنا وتزدهر، ولك أن تثق تماماً بصداقتنا لك، وسنعبر عنها بالقول والفعل.. متّعكم الله بالصحة والعافية.
في الرابع من نوفمبر سنة 1797م، كتب كابتن «سميث» لمقيم في بوشهر إلى «مانستي» يقول:
ومن المراكب الخمسة التي هاجمتهم (ما يمكن أن يفوق حجمه حجم الـ«فايبر»)، وجميعها مزودة بمجموعات من الرجال يقارب عددهم الثلاثمائة، وهم رجال شجعان قاموا بغزو ساحل مليبار، وامتدت ممارساتهم للتعدي والهجوم على الـ«فايبر» عندما كانت في حالة رسوِّ تام، ولم يكن هنالك أي تحسب أو اعتقاد فيما يتعلق بخياناتهم ونواياهم المبيتة في الهجوم.
ولقد أخبرت بأنه للإضافة إلى حدوث دمار كبير في المركب، فإن عدداً كبيراً منهم قد قُتل أو جرح، بل إن الشيخ صالحاً نفسه أصيب بجراح في ساعده.
بعد ذلك كتب «مانستي» خطاباً إلى «جوناثان دانكان» حاكم ورئيس مجلي « بومباي » يخبره فيه أنه تلقى جواباً لخطابه من الشيخ صقر بن راشد القاسمي كان مُرضياً تماماً، وأنه مفتنع شخصياً بأن الشيخ صالح وعرب القواسم لن يقوموا بمضايقة السفن البريطانية.[بحاجة لمصدر]
كذلك فان من رأيه أنه رغم محاولة الشيخ صقر الحقيقة لتبرير سلوك ابن أخيه، الذي لا بد أن ينعكس عليه بتشويه سمعته، سيظهر في تصرفه الاستياء من ابن أخيه، وربما عاقبه على جرائمه بالطريقة التي تسمح بها العلاقات العائلية.[بحاجة لمصدر]
وقد عزز «فرانسيس وردن» شهادة المقيم في بوشهر، وإلى حد ما شهادة الشيخ صقر بن راشد، بأن حادثة السفينة (فايبر) سنة 1797م يعتقد أن عرباً قاموا بها قاموا بها لمصلحة أمير عمان المخلوع، وهو الأخ الأكبر للسيد سلطان، ومرة أخرى لا نجد في الأمر أية قرصنة.[بحاجة لمصدر]
وزيادة على ذلك فان السفينة «فايبر» هي التي أطلقت نيرانها أولاً، لأن كبير ضباطها ساوره الظن بأنه سيعرض لهجوم من سفن كانت مشغولة بمهمة مختلفة تماماً ضد الأسطول الصوري لعمان، وقد تدخل البريطانيون بتصرف أخرق، كما اعترفوا بقتل عدد من العرب يفوق الرجلين اللذين خسروهما، ومع ذلك ظل الشيخ صقر مستعداً للقيام بأية تسوية عادلة لائقة عن الحادثة.[بحاجة لمصدر]
شهدت بداية القرن ظهور السعوديون كخطر كبير يهدد القوى الغيرة في الخليج العربي. ففي سنة 1800م استولى السعوديون على ميناء القطيف، واحتلوا منطقة الأحساء، بل زادوا على ذلك بأن تقدموا شرقاً واحتلوا واحة البريمي بموفعها الاستراتيجي الهام، فهددوا بذلك عُمان وجلفار (رأس الخيمة]. كانت الوديان، والتي تعتبر المنافذ الوحيدة بين الجهتين الغربية والشرقية لسلسلة الجبال، قد أغلقت دفاعاً، حتى لا تتقدم القوات السعودية، إلى العاصمة مسقط، وقد تعقّدت بسبب ذلك أمور الانتقال .

## وصول الكابتن «جون مالكولم John Malcolm»
لم يكن البريطانيون أقل رعباً بسبب ظهور السعوديون في الخليج.[بحاجة لمصدر] وكان رد فعلهم أن أرسلوا الكابتن «جون مالكولم John Malcolm» لينفذ خطة شاملة لإعادة نفوذ البريطانيين وتجارتهم إلى الخليج على نحو نهائي حاسم.[بحاجة لمصدر]
وقد أثبت مسار حياة «مالكولم» العلمية أنه واحد من أشد بناة الإمبراطورية طموحاً في كل العصور،[بحاجة لمصدر] كما أن خطته لتحقيق هدفه لم تكن أقل طموحاُ.[بحاجة لمصدر] وكان أول ما خطه إعادة تقوية اتفاقية سنة 1798م مع عُمان. وكان منطقياً أن يكون هدفه الثاني إقامة تمثيل بريطاني في مسقط، ولا غرابة أن يكون هدفه الثالث عقد اتفاقية تجارية مع إيران. وبعد أن أحكم «مالكولم» قبضته على التجارة مع مسقط وإيران، كان عليه أن يدرس المواقع الممكنة لتأسيس قاعدة تجارية بريطانية في الخليج.[بحاجة لمصدر]
في يوم 8 يناير سنة 1800م وصول «مالكولم» إلى مسقط،[بحاجة لمصدر] واستقبله نائب الامام ومدير شؤونه في مسقط سيف بن محمد،[بحاجة لمصدر] إذ كان الإمام بعيداً عنها في طريقه إلى جزيرة قشم. ولكن بعد قليل نرى «مالكولم» يلحق بالإمام، الذي يقال إنه يقوم بإعداد حملة حربية ضد شيخ رأس الخيمة، والحقيقة أن أكراً مهماً سيأتي ذكره لاحقاً، ويلتقي به على ظهر سفينته «جونجافا». وهناك طلب «مالكولم» من السيد سلطان إمام مسقط أن يطرد الطبيب الفرنسي الخاص بالسلطان، فلم يقبل السلطان بذلك، مما دفع «مالكولم» إلى اللجوء للتهديد، حيث كتب في تقريره ما يلي:
«قلت، قبل أن أفتح لهم الاتفاقية التي قصدت أن أقترحها على الإمام، إنني أريد أن أُلقي نظرة قصيرة إلى الأحداث»[بحاجة لمصدر]

## النهاية

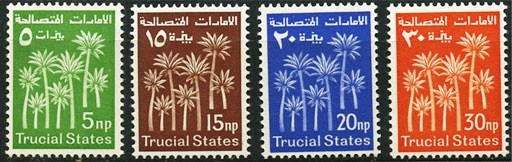
طوابع مكتب البريد البريطاني في دبي عام 1961

كان إعلان هارولد ويلسون في 16 يناير 1968 عن سحب جميع القوات البريطانية من شرق السويس بمثابة إشارة إلى نهاية اهتمام بريطانيا بالسياسة الخارجية والدفاع، فضلاً عن التحكيم بين حكام شرق الخليج العربي، وقد دفع هذا القرار حكام الساحل المتصالح إلى جانب قطر والبحرين إلى البدأ في مفاوضات لملء الفراغ السياسي الذي سيتركه الانسحاب البريطاني وراءه.
تم الاتفاق على مبدأ الاتحاد لأول مرة بين حاكم أبو ظبي الشيخ زايد بن سلطان آل نهيان والشيخ راشد حاكم دبي في 18 فبراير 1968 في لقاء في عرقوب السديرة بالقرب من السميح، وهو موقع صحراوي بين الإماراتين. اتفق الجانبان على العمل من أجل ضم الإمارات الأخرى بما فيها قطر والبحرين إلى الاتحاد. وعلى مدار العامين التاليين، تلا ذلك مفاوضات واجتماعات للحكام من أجل التوصل إلى اتفاق موحد. ومع ذلك، واجه الاتحاد المكون من تسع دول انتكاسة خلال اجتماع أكتوبر 1969، حيث دفع التدخل البريطاني قطر ورأس الخيمة إلى الانسحاب. ونتيجة لذلك، انسحبت البحرين وقطر من المفاوضات، ولم يتبق سوى ست إمارات لوضع اللمسات النهائية على الاتحاد في 18 يوليو 1971.
في 2 ديسمبر 1971، انضمت دبي إلى جانب أبو ظبي والشارقة وعجمان وأم القيوين والفجيرة إلى قانون الاتحاد لتشكيل دولة الإمارات العربية المتحدة. انضمت الإمارة السابعة رأس الخيمة رسمياً إلى دولة الإمارات العربية المتحدة في 10 فبراير 1972. وكان الدافع وراء هذا التعديل هو الاحتلال الإيراني لجزر طنب الكبرى وطنب الصغرى من رأس الخيمة وأبو موسى التي طالبت بها إمارة الشارقة، حدث الاحتلال الإيراني في 30 نوفمبر 1971 بعد الانسحاب البريطاني.